# باد ولف
باد ولف (بالإنجليزية: Bud Wolfe)‏ هو ضابط أمريكي، ولد في 12 يناير 1918، وتوفي في 28 يناير 1994.